# Platanthera vossii
Platanthera vossii là một loài thực vật có hoa trong họ Lan. Loài này được F.W.Case miêu tả khoa học đầu tiên năm 1983.